# Sundelin
Sundelin är ett skandinaviskt efternamn. De tidigaste kända bärarna är Nils Eriksson Sundelin (1725–1805), kyrkoherde i Arjeplog socken, Lappland, född i Jokkmokks socken till samiska föräldrar, samt Sven Sandelin, häradsskrivare i Sunne, Värmland. Nils Eriksson Sundelins släkt har dominerats av präster och teologer, men i senare släktled förekommer även andra yrken som exempelvis lärare och läkare. Alla personer med efternamnet Sundelin är inte släkt med varandra. 

## Personer med efternamnet Sundelin

### Lapplandssläkten
Nils Eriksson Sundelin (1725–1805), kyrkoherde i Arjeplog
- Johan Nikolaus (Nils) Sundelin (1770–1822), kyrkoherde i Arjeplog
  - Nils Johan Sundelin (1808-1877), kyrkoherd i Lycksele
    - Per August Sundelin (1833-1899)
      - Johan Sundelin (1872-1948), skogsinspektör i Gargnäs
        - Gösta Sundelin (1901–1986), läkare, gynekolog

  - Uno August Sundelin (1811–81), kyrkoherde i Stensele
    - Per Alfred Nikolaus Sundelin (1838-1914), kyrkoherde i Ådals-Liden
      - Johannes Sundelin (1870-1900), präst i Själevad
      - Klas Sundelin (1873-1949), präst i Arvidsjaur 
        - Per Sundelin (1903-1991), lektor i Hudiksvall
          - Claes Sundelin (1939-), barnläkare, professor i pediatrik

    - Manne Sundelin (1841–1909), präst och teolog
      - Herman Sundelin (1885-), direktör i Göteborg[1]

    - Robert Sundelin (1847–1896), professor i teologi, domprost i Uppsala
      - Uno Sundelin (1886–1926), kvartärgeolog
      - Robert Sundelin (1887–1944), präst
      - Gustav Sundelin (1889–1952) professor i lantbruksvetenskap
      - Fredrik Sundelin (1894–1973), läkare,  reumatolog

    - Jonas Oskar Engelbrekt Sundelin (1849–1902)
      - Hilding Sundelin (1882-1936)
        - Åke Sundelin (1913–1988), generaldirektör för Civilförsvarsstyrelsen

      - Uno Sundelin (1887–1935), pianist

  - Leonard Sundelin (1814-1903), klockare i Lycksele
    - Hugo Ferdinand Sundelin (1865-1920), landsfiskal i Vilhelmina
      - Torsten Sundelin (1900–1953), kompositör, musiker och gymnasielärare

### Värmlandssläkten
Sven Sundelin (1737-1779), häradsskrivare i Sunne
- Johan Sundelin (1775-1833), fanjunkare i Östervåla
  - Gustaf Maurits Sundelin (1811-1901), grosshandlare i Stockholm
    - Hulda Sundelin (1845–1927), målare och teckningslärare

### Ångermanlandssläkten
Per Erik Kristoffersson Sundelin (1858-)
- Wilhelm Sundelin (1887-), elektriker i Anundsjö
  - Bernhard Sundelin (1911–1979), åkeriägare och riksdagsledamot, socialdemokrat

### Västmanlandssläkten[2]
Lars Sundelin, lantbrukare i Fellingsbro
- Gustaf Sundelin (1890–1970), talman, riksdagsledamot, lantbrukare i Fellingsbro, folkpartist
  - Karl Gustaf Sundelin (1924-2005), kommunalkamrer och bankman i Fellingsbro

### Författarsläkten
Bröderna:
- Anders Sundelin (1948-), journalist och författare
- Arne Sundelin (1951–2015), litteraturkritiker och författare

### Seglarsläkten
Bröderna:
- Ulf Sundelin (född 1943), seglare
- Jörgen Sundelin (född 1945), seglare
- Peter Sundelin (född 1947), seglare

### Andra personer med efternamnet
- Krister Sundelin (född 1970), designer och rollspelsillustratör
- Natalie Sundelin (född 1988), skådespelare